# 1686
1686 (MDCLXXXVI) fue un año común comenzado en martes, según el calendario gregoriano.

## Acontecimientos
- La ciudad de Zaña (Virreinato del Perú), fue destruida por el fenómeno del Niño. Hasta hoy se conservan las ruinas de importantes templos.
- En Bolivia se funda la ciudad de Trinidad (capital del departamento de Beni) por el padre jesuita Cipriano Barace
- Víctor Amadeo II de Saboya expulsó, por motivos religiosos, a los valdenses de los que ahora se conocen como los Valles Valdenses. Estos, después de una estadía de 3 años en Suiza, retornaron a los valles en lo que se conoce como el Glorioso retorno.

## Nacimientos
- 24 de mayo: Gabriel Fahrenheit, físico alemán (f. 1736)

## Fallecimientos
- 17 de enero: Carlo Dolci, pintor italiano (n. 1616)
- 11 de noviembre: 
  - Otto von Guericke, físico alemán.
  - Luis II de Borbón-Condé, príncipe y militar francés de la Guerra de los Treinta Años.